# Ilja Miecznikow
Ilja Iljicz Miecznikow (ros. Илья Ильич Мечников, fr. Élie Metchnikoff, ur. 3 maja?/15 maja 1845 w Iwanówce koło Dworicznej, zm. 15 lipca 1916 w Paryżu) – rosyjski zoolog i mikrobiolog, laureat Nagrody Nobla w dziedzinie fizjologii lub medycyny w 1908 roku.

## Życiorys
Ukończył Imperatorski Uniwersytet Charkowski.
W latach 1870–1882 był profesorem zoologii i anatomii porównawczej na Uniwersytecie w Odessie, kierował także stacją bakteriologiczną. W 1883 został wybrany do Petersburskiej Akademii Nauk. Od 1887 prowadził badania na zaproszenie Louisa Pasteura w paryskim Instytucie Pasteura (w 1904 został zastępcą dyrektora).
Jako pierwszy – w trakcie badań nad larwami szkarłupni – zaobserwował zjawisko fagocytozy; wysunął teorię, że odgrywa ona kluczową rolę w odporności (1893). Za prace nad odpornością wraz z Paulem Ehrlichem otrzymał Nagrodę Nobla w 1908 roku.
W Warszawie nazwano jego imieniem jedną z ulic na Ochocie (prostopadła do ul. Żwirki i Wigury), przy której obecnie mieści się Wydział Biologii Uniwersytetu Warszawskiego i Budynek Radiochemii Wydziału Chemii.
Jego imię nosi Państwowa Akademia Medyczna im. I.I. Miecznikowa w Petersburgu i Odeski Uniwersytet Narodowy im. Ilji Miecznikowa.

## Badania
Miecznikow zainteresował się badaniem drobnoustrojów, a zwłaszcza układu odpornościowego. W Messinie odkrył fagocytozę po eksperymentach na larwach rozgwiazdy. W 1882 roku po raz pierwszy zademonstrował proces, w którym przypinał małe kolce w larwy rozgwiazdy i odkrył niezwykłe komórki otaczające ciernie. Uświadomił sobie, że u zwierząt, które mają krew, białe krwinki gromadzą się w miejscu zapalenia i postawił hipotezę, że może to być proces, w którym bakterie zostały zaatakowane i zabite przez białe krwinki. Omówił swoją hipotezę z Carlosem Friedrichem, Wilhelmem Clausem, profesorem Zoologii na Uniwersytecie Wiedeńskim, który zaproponował mu określenie „fagocyt” dla komórki, która może otaczać i zabijać patogeny. Wyniki swoich badań przekazał na Uniwersytecie w Odessie w 1883 r.
Jego teoria, że niektóre białe krwinki mogły pochłaniać i niszczyć szkodliwe ciała, takie jak bakterie, spotkała się ze sceptycyzmem ze strony wiodących specjalistów, w tym Louisa Pasteura, Behringa i innych. W tym czasie większość bakteriologów uważała, że białe krwinki pochłonęły patogeny, a następnie rozprzestrzeniły je dalej przez ciało. Jego głównym zwolennikiem był Rudolf Virchow, który opublikował swoje badania w swojej Archiv für patologische Anatomie und Physiologie und für klinische Medizin (obecnie zwanej Virchows Archiv). Jego odkrycie tych fagocytów ostatecznie przyniosło mu Nagrodę Nobla w 1908 roku. Pracował z Émile Roux nad kalomelą, maścią mającą na celu zapobieganie zarażeniu się kiłą, chorobą przenoszoną drogą płciową.
Pierwsze badania zabijania leukocytów w obecności specyficznej surowicy zostały wykonane przez Josepha Denysa i Josepha Leclefa, a następnie Leona Marchanda i Mennesa w latach 1895–1898. Almoth E. Wright jako pierwszy określił to zjawisko i zdecydowanie opowiedział się za jego potencjalnym terapeutycznym znaczeniem. Tak zwane ustalenie pozycji humoralistyczno-komórkowych przez pokazanie ich ról w ustawieniu zwiększonego zabijania w obecności opsonin zostało spopularyzowane przez Wrighta po 1903 r., Chociaż Metchnokoff uznał zdolność stymulacji sentyzowanej surowicy funkcji fagotycznej w przypadku nabytej odporności.
Około 85 lat po tej doniosłej obserwacji, badania laboratoryjne wykazały, że pierwiastki te miały niską masę cząsteczkową (od 150 do 1500 daltonów (jednostka) s) N-formylowane oligopeptydy, w tym najbardziej znaczący członek tej grupy, N-Formylmethionine-leucyl-fenyloalanina, które są wytwarzane przez różne rosnące bakterie Gram-dodatnie i Gram-ujemne. Wczesna obserwacja Miecznikowa była podstawą do badań, które określiły krytyczny mechanizm, dzięki któremu bakterie przyciągają leukocyty do inicjowania i kierowania wrodzoną odpowiedzią immunologiczną ostrego zapalenia w miejscu inwazji gospodarza przez patogeny.
Miecznikow rozwinął także teorię, że starzenie się jest spowodowane przez toksyczne bakterie w jelitach i że kwas mlekowy może przedłużyć życie. Opierając się na tej teorii, pił codziennie kwaśne mleko. Napisał The Prolongation of Life: Optimistic Studies, w którym opowiedział o potencjalnych przedłużających życie właściwościach bakterii kwasu mlekowego (Lactobacillus delbrueckii subsp. bulgaricus). Przypisał długowieczność bułgarskich chłopów do konsumpcji jogurtów.

## Wybrane prace
- Matieriały k poznaniu sifonofor i mieduz (1872; Studies about the Development of the Medusa and Siphonophoren)
- Studien über die Entwicklung der Medusen und Siphonophoren (1872)
- Leçons sur la pathologie comparée de l’inflammation (1892; Lectures on the Comparative Pathology of Inflammation)
- L’immunité dans les maladies infectieuses (1901; Immunity in Infectious Diseases)
- Études sur la nature humaine (1903; The Nature of Man)
- Immunity in Infective Diseases (1905)
- The New Hygiene: Three Lectures on the Prevention of Infectious Diseases (1906)
- Médicaments microbiens: bactériothérapie, vaccination, sérothérapie (1912)